# Saison 1 de L'Homme qui valait trois milliards
Pour un article plus général, voir Liste des épisodes de L'Homme qui valait trois milliards.
Cet article présente les épisodes de la Saison 1 de L'Homme qui valait trois milliards.

## Épisodes

### Population Zéro
- Titre original : Population: Zero.
- Épisode no 1-1.
- Première diffusion aux États-Unis : 18 janvier 1974.
- Durée : 50 minutes
- Réalisateur : Jeannot Szwarc
- Scénariste : Elroy Schwartz
- Producteurs : Sam Strangis, Donald R. Boyle
- Producteur exécutif : Harve Bennett
- Musique : Oliver Nelson
- Distribution :
  - Lee Majors : Steve Austin
  - Richard Anderson : Oscar Goldman
  - Don Porter : Docteur Bacon
  - Penny Fuller : Chris
  - Paul Carr : Paul Cord
  - Paul Fix : Joe Taylor
  - Walter Brooke : Général Harland Tate
  - Morgan Jones : Major Philipps
- Résumé : Des événements étranges surviennent dans le village de Norris : les habitants sont « assommés » par un bruit strident qui résonne à l'intérieur de leur cerveau. Quelqu'un fait un chantage au gouvernement et réclame une forte somme d'argent pour ne pas s'attaquer à des villes plus importantes. Le gouvernement refuse d'accéder à cette exigence. Steve Austin est envoyé en tant qu'émissaire pour annoncer le refus gouvernemental. Il découvre l'implication du Dr Bacon, un scientifique qui a bien connu Oscar Goldman et qui a mis au point un engin d'émission d’« ondes infrasoniques ». Face au refus du gouvernement de transiger, Bacon envisage de s'en prendre à des unités militaires. Bacon découvre la nature de cyborg de Steve et, se souvenant des recherches d'Oscar Goldman, suppose que Steve ne peut pas utiliser ses pouvoirs bioniques au-delà de moins vingt degrés centigrade. Il le fait prisonnier dans une cave frigorifiée de son repaire. À la fin de l'épisode, après s'être enfui de la cave frigorifiée, Steve détruit la fourgonnette depuis laquelle le Dr Bacon envoie ses rayons et le tue.

### Seuls les plus forts survivent
- Titre original : Survival of the Fittest.
- Épisode no 1-2.
- Première diffusion aux États-Unis : 25 janvier 1974.
- Durée : 50 minutes
- Réalisateur : Leslie H. Martinson
- Scénariste : Mann Rubin
- Producteurs : Sam Strangis, Donald R. Boyle
- Producteur exécutif : Harve Bennett
- Musique : Oliver Nelson
- Distribution :
  - Lee Majors : Steve Austin
  - Richard Anderson : Oscar Goldman
  - James McEachin : Commandant Cromwell
  - Christine Belford : Lieutenant Colby
  - William Smith : Maxwell
  - Jo Anne Worley : Mona
  - Laurette Spang : Helen (Wave)
  - Randall Carver : PFC Barris
  - Reid Smith : Navy Lt.
  - W. T. Zacha : A.F. Sgt. Roberts
  - Dick Valentine : 1er Pilote
  - Jim Raymond : 1er copilote
- Résumé : Sur la route de l'aéroport, la voiture d'Oscar Goldman crève. Ensuite, dans l'avion pour Washington, Oscar révèle à Steve Austin qu'il craint pour sa vie à la suite de négociations avec la Russie. L'avion doit faire un amerrissage d'urgence. Les rescapés se retrouvent sur une île du Pacifique. Parmi eux, Maxwell et Cromwell, qui cherchent à tuer Oscar.

### Opération Luciole
- Titre original : Operation Firefly.
- Épisode no 1-3.
- Première diffusion aux États-Unis : 1er février 1974.
- Durée : 50 minutes
- Réalisateur : Reza Badiyi
- Scénariste : Sy Salkowitz
- Producteurs : Sam Strangis, Donald R. Boyle
- Producteur exécutif : Harve Bennett
- Musique : Oliver Nelson
- Distribution :
  - Lee Majors : Steve Austin
  - Richard Anderson : Oscar Goldman
  - Pamela Franklin : Susan Abbott
  - Simon Scott : Dr Abbott
  - Jack Hogan : Belson
  - Joe Kapp : Frank
  - Victor Mohica : Eddie
  - Joseph Ruskin : Le Duc
  - Erik Holland : Ed Rawlins
  - Bill Conklin : Hobbs
  - Margarita Cordova : Employée de bureau
- Résumé : Oscar Goldman charge Steve Austin de retrouver un savant mystérieusement disparu qui fait des recherches sur un émetteur de rayons laser portatif, le Dr Abbott. Steve doit d'abord retrouver la fille du savant, Susan, qui est en Espagne et possède des pouvoirs de perception extrasensorielle. Susan arrive à percevoir que son père se trouve en Floride. Dans les Everglades, Steve et Susan font appel à un guide, Frank, qui se trouve rapidement éliminé par les hommes de main de Belson, qui retient le savant jusqu'à ce qu'il ait achevé son invention. Entre-temps, Le Duc est chargé de monnayer l'invention auprès de Goldman.
- Commentaire :
  - Première utilisation de l'effet sonore pour l'œil bionique.
  - On peut remarquer une faute de raccord dans cet épisode. En Espagne, Susan et Steve réussissent à s'échapper d'un taxi lancé à pleine vitesse (13 min 29 s) et qui ensuite s'écrase au fond d'un ravin. Il apparaît clairement que, lors de la chute, la voiture est d'une toute autre marque et ne possède même pas d'indicateur lumineux sur le toit (13 min 38 s).

### Le Robot
- Titre original : Day of the Robot.
- Épisode no 1-4.
- Première diffusion aux États-Unis : 8 février 1974.
- Durée : 50 minutes
- Réalisateur : Leslie H. Martinson
- Scénaristes : Del Reisman et Harold Livingston
- Producteurs : San Strangis et Donald R. Boyle
- Producteur exécutif : Harve Bennett
- Musique : Oliver Nelson
- Distribution :
  - Lee Majors : Steve Austin
  - Richard Anderson : Oscar Goldman
  - John Saxon : Frederick Sloan
  - Henry Jones : Docteur Dolenz
  - Lloyd Bochner : Wilson
  - Charles W. Bateman : sergent Parnell
  - Noah Keen : Général Tanhill
- Résumé : Le meilleur ami de Steve Austin, le major Fred Sloan, a fait l'objet d'une « copie » sous la forme d'un androïde. Le but de l'équipe des malfaiteurs est de voler une « micro-fiche de servo-commande » créée par Fred Sloan, que ce dernier doit amener à la base où doivent se dérouler des essais militaires. Cette micro-fiche est indispensable pour les essais. Oscar Goldman veut être certain que Fred Sloan arrivera sans problème à la base, et charge Steve Austin de l’accompagner et de veiller sur lui. Fred Sloan ignore que Steve est un cyborg ; les bandits l'ignorent tout autant. Les deux hommes font donc leur trajet, et durant celui-ci, Sloan est enlevé par les bandits et remplacé par l'androïde. Pendant le restant du voyage, Steve se rend vite compte que le Sloan qui l’accompagne n'est pas celui qu'il connaît depuis des années. À la fin de l'épisode, Steve parvient à détruire le faux robot Sloan et à récupérer la fiche de « servo-commande » dérobée par l'androïde. Il retrouve aussi le vrai Fred Sloan, devenu amnésique.
- Commentaire :
  - On peut entendre pour la première fois le gimmick sonore des membres bioniques lors du combat final entre Steve et le faux Sloan. Ce son est entendu plusieurs fois lorsque Sloan le robot tente de frapper Steve (entre 40 min 17 s et 44 min 30 s) mais pas lorsque ce dernier riposte.

### Opération Afrique
- Titre original : Little Orphan Airplane.
- Épisode no 1-5.
- Première diffusion aux États-Unis : 22 février 1974.
- Durée : 50 minutes
- Réalisateur : Reza Badiyi
- Scénariste : Elroy Schwartz
- Producteurs : Sam Strangis, Donald R. Boyle
- Producteur exécutif : Harve Bennett
- Musique : Oliver Nelson
- Distribution :
  - Lee Majors : Steve Austin
  - Richard Anderson : Oscar Goldman
  - Greg Morris : Josh Perkins
  - Scoey Mitchell : Major Chooka
  - Marge Redmond : Sœur Annett
  - Lincoln Kilpatrick : Capitaine Braco
- Résumé : Josh Perkins, un pilote de l'US Air Force, effectue une mission d'espionnage photographique au-dessus d'un pays africain, lorsque son avion connaît une avarie. Il a le temps de lancer un SOS et d'indiquer sa position. Oscar Goldman envoie Steve Austin pour récupérer la pellicule de photos. Lorsque Steve arrive sur les lieux approximatifs de l'accident aérien, il rencontre deux religieuses. Celles-ci ont recueilli l'aviateur américain qui, contrairement à ce que pensait Goldman, n'est pas mort mais blessé. Grâce à ses pouvoirs bioniques, Steve remet en état l'avion et, face à des rebelles qui veulent faire prisonniers Steve et Josh Perkins, permet aux deux religieuses, à Josh et à lui-même de s'échapper et de quitter ces lieux dangereux.
- Commentaires :
  - Greg Morris qui joue le rôle du pilote Josh Perkins, est plus connu pour son rôle de Barney Collier, l'expert en électronique dans la série Mission Impossible .

### Compte à rebours
- Titre original : Doomsday, and Counting.
- Épisode no 1-6.
- Première diffusion aux États-Unis : 1er mars 1974.
- Durée : 50 minutes
- Réalisateur : Jerry Jameson
- Scénaristes : Larry Brody et Jimmy Sangster
- Producteurs :
- Producteur exécutif :
- Musique :
- Distribution :
  - Lee Majors : Steve Austin
  - Richard Anderson : Oscar Goldman
  - Gary Collins : Vassili Zoukov
  - Jane Merrow : Irina
  - William Smithers : Général Koslenko
  - Bruce Glover : Capitaine Voda

- Résumé : Le colonel Vassili Zoukov est envoyé aux États-Unis par son gouvernement pour proposer une coopération russo-américaine dans l’optique d'envoyer une fusée spatiale sur Mars. Zoukov est un ancien cosmonaute russe et connaît bien Steve Austin, avec qui il avait noué des liens d'amitié quelques années auparavant. Alors que Zoukov vient juste d'arriver aux États-Unis et présente le projet à des officiels américains, un tremblement de terre inattendu endommage gravement les installations aéronautiques russes situées sur l’île Kamkov. Vassili est rappelé d'urgence en URSS. Oscar Goldman obtient l'autorisation pour Steve de se rendre sur l'île afin de faire un constat des dommages. Steve se rend donc en urgence en URSS et visite les lieux. On apprend qu’Irina, la compagne de Vassili, une brillante scientifique, est bloquée au fond d'un tunnel de la base. Vassili et Steve descendent dans la base détruite pour la sauver. La situation est d'autant plus critique qu'un compte à rebours s'enclenche : la base sera détruite dans une heure par une explosion atomique préprogrammée. Steve et Vassili retrouvent Irina et parviennent à accéder à l'ordinateur central. Au cours de la descente, Vassili Zoukov est tué par un rayon laser de protection. Steve parvient à détruire l'ordinateur, si bien que l'arme nucléaire n'explose pas.
- Commentaires :
  - L'hélicoptère utilisé pour de nombreuses scènes sur l'île soviétique de Kamkov est une Gazelle, un hélicoptère léger français construit par l'Aérospatiale.
  - Bruce Glover qui joue le rôle du capitaine Voda et accueille Vassili et Steve à leur arrivée sur Kamkov (11 min 05 s) est notamment connu pour son rôle de Mr Wint l'un des deux tueurs du film Les diamants sont éternels de la saga James Bond.

### Témoin oculaire
- Titre original : Eyewitness to Murder.
- Épisode no 1-7. Première diffusion aux États-Unis : 8 mars 1974.
- Durée : 50 minutes
- Réalisateur : Alf Kjellin
- Scénariste : William Driskill
- Producteurs :
- Producteur exécutif :
- Musique :
- Distribution :
  - Lee Majors : Steve Austin
  - Richard Anderson : Oscar Goldman
  - Gary Lockwood : John Hopper
  - William Schallert : Lorin Sandusky
- Résumé : Au sortir d'un dîner, Steve Austin est témoin d'un attentat. Il arrive à voir le visage du tueur grâce à son œil bionique. En fait, le tueur, John Hopper a raté sa cible, le procureur Sandusky, qui doit conclure une affaire criminelle. Lorsque Steve retrouve Hopper et le fait arrêter, celui-ci a un alibi, ayant participé au moment de l'attentat à une émission télévisée en direct. Le lendemain, pendant que Sandusky est conduit au palais de justice sous la protection de la police et d'Oscar Goldman, Steve surveille étroitement Hopper. Il s'avère que c'est le frère jumeau du tueur. Steve détecte une tache sur le visage du jumeau et arrive in extremis à empêcher que Hopper, déguisé en policier, n'abatte le procureur.

- Commentaires :
  - Gary Lockwood qui joue le rôle du tueur, reviendra dans le téléfilm Mission bionique ou Le Retour de l'Homme qui valait 3 milliards et de Super Jaimie (The Return of the Six Million Dollar Man and the Bionic Woman (en)) en tant que John Praiser, Chef d'Etat-Major de l'OSI.
  - Lorsque le chauffeur tente de remettre en place la porte de son taxi après que Steve l'a arrachée (22 min 20 s), on voit qu'il n'y a aucun mécanisme de fermeture sur le côté de celle-ci. C'est clairement un accessoire.
  - À la sortie du building de Sandusky (26 min 06 s), Oscar appelle Steve "l'Homme de 6 Millions" en référence au prix qu'a coûté l'opération. Ceci est dû au fait que le titre original de la série est traduit par "L'Homme de 6 Millions" au Québec. Cela ne colle pas avec le titre de la version francophone française.
  - Lorsque le méchant poursuit Steve dans la ruelle (31 min 30 s), le plan de coupe montre la calandre d'un modèle Ford « Super 8 » avec un écusson rouge sur le capot alors que sur les plans larges, il s'agit d'un modèle F-150 classique.
  - Lors de cette même poursuite, la vue depuis l'habitacle montre un pare-brise sans rétroviseur (32 min 00 s). Lorsque le méchant recule après avoir percuté Steve et une benne à ordures (32 min 22 s), le rétroviseur est bien présent. D'autre part, malgré la violence de l'impact (32 min 09 s), le pick-up n'a aucune dégât.
  - Quand Steve suit l'un des frères Hopper à la sortie de l'hôtel, on voit le même break blanc passer deux fois : une fois derrière le méchant (39 min 44 s), une fois devant Steve (39 min 45 s).

### Athéna Un
- Titre original : The Rescue of Athena One.
- Épisode no 1-8. Première diffusion aux États-Unis : 15 mars 1974.
- Durée : 50 minutes
- Réalisateur : Lawrence Doheny
- Scénariste : D.C. Fontana
- Producteurs : Sam Strangis et Donald R. Boyle
- Producteur exécutif : Harve Bennett
- Musique :
- Distribution :
  - Lee Majors : Steve Austin
  - Richard Anderson : Oscar Goldman
  - Farrah Fawcett Majors : Commandant Kelly Wood
- Résumé : Steve Austin prépare le Commandant Kelly Wood au rôle de pilote du vol spatial Athéna Un. Il est ensuite envoyé en mission dans l’espace afin de secourir les deux astronautes du vol Athéna Un à la suite d'une explosion dans la cabine. L’un d’eux est blessé et doit être opéré à bord de la station orbital Skylab par le médecin parti avec Steve, et redescendu sur Terre dans les 24 heures pour pouvoir survivre. Dans l’espace, les membres bioniques de Steve commencent à avoir des défaillances, notamment son œil. Le module du Commandant Kelly Wood est en trop mauvais état pour pouvoir rentrer sur Terre. Les quatre astronautes doivent s’entasser dans le module de secours, mais le Commandant Wood devra assurer manuellement la rentrée dans l’atmosphère, Steve n’étant pas capable de piloter.
- Commentaires :
  - Il est censé y avoir deux modules amarrés à la station Skylab, or de nombreux plans n'en montrent qu'un seul.
  - L'épisode s'inspire de l'incident arrivé à Apollo 13. Lors de la deuxième sortie dans l'espace de Steve et Kelly, les images comprennent une photo N&B du module de service endommagé d'Apollo 13, montrant les panneaux latéraux manquants et les composants internes.
  - D.C. Fontana, à l'origine ou à la réécriture d'une dizaine d'épisodes de la série Star Trek, a glissé un Easter Egg dans la séquence finale en VO, Steve disant à Oscar : « Space... it is the final frontier. » Malheureusement, en VF la référence est perdue, Steve disant simplement : « L'espace... c'est ma seule vraie patrie. »

### Le docteur Wells a disparu
- Titre original : Dr Wells Is Missing.
- Épisode no 1-9. Première diffusion aux États-Unis : 29 mars 1974.
- Durée : 50 minutes
- Réalisateur : Virgil W. Vogel
- Scénaristes : Krishna Shah et William Reenan
- Producteurs : Sam Strangis et Donald R. Boyle
- Producteur exécutif : Harve Bennett
- Musique :
- Distribution :
  - Lee Majors : Steve Austin
  - Richard Anderson : Oscar Goldman
  - John Van Dreelen : Alfredo Tucelli
  - Alan Oppenheimer : Rudy Wells
  - Michael Dante : Julio Tucelli
- Résumé : Quand le Dr Wells est enlevé en Autriche, Steve Austin part à sa recherche. Le commanditaire du kidnapping, un certain Alfredo Tucelli, veut que Rudy Wells construise un autre homme bionique.
- Commentaires :
  - C'est la première fois que l'on voit Steve sauter en l'air vers le haut (17 min 35 s).
  - C'est une des rares fois où l'on peut voir Steve tuer des gens (lorsqu'il pousse la voiture dans le ravin et qu'elle explose). Cette pratique a été abandonnée afin de montrer des valeurs plus « morales ».
  - Lors du combat contre les hommes d'Alfredo Tucelli on remarque une anomalie : l’effet sonore des membres bioniques est utilisé une fois pour Steve contre deux fois pour Yamo.
  - Lors de la poursuite automobile (à partir de 09 min 25 s), la voiture des méchants heurte violemment plusieurs fois l'arrière de celle de Steve. Pourtant elle reste parfaitement intacte.
  - À Mondsee, Steve demande à une serveuse de lui traduire une phrase « in Austrian » en VO. Les Autrichiens parlent allemand. La VF corrige cette erreur. La VF corrige également le mélange entre le style soutenu « Beobachten Sie » et le style familier « komm » dans la même phrase, qu'un Autrichien n'aurait pas fait, en rétablissant « kommen Sie ».
  - Quand Steve saute du balcon après avoir téléphoné de la cabine (15 min 48 s), il est évident qu'il s'agit d'un cascadeur.
  - À la fin de l'épisode (43 min 51 s), la plaque de la voiture bleue qui poursuit Steve est inversée comme dans un miroir.
  - La voiture bleue n'est pas endommagée lorsque Steve donne un coup de pied sur l'aile arrière pour la pousser. Néanmoins, on peut voir la portière avant droite très enfoncée, lorsqu'elle bascule dans le ravin, ce qui est impossible.
  - Lors de la première partie de la poursuite finale, c'est clairement l'hiver : les arbres sont nus et il y a de la neige. Toutefois, la dernière partie de la poursuite se déroule dans une zone de forêt luxuriante et d'herbe verte, avec une légère pluie. On alterne entre les plans en extérieur sans neige et les plans depuis l'intérieur de la voiture des méchants d'où l'on peut voir la neige sur les bas-côtés.

### Mission torpille
- Titre original : The Last of the Fourth of July.
- Épisode no 1-10. Première diffusion aux États-Unis : 5 avril 1974.
- Durée : 50 minutes
- Réalisateur : Reza Badiyi
- Scénariste : Richard Landau
- Producteurs : Sam Strangis et Donald R. Boyle
- Producteur exécutif : Harve Bennett
- Musique :
- Distribution :
  - Lee Majors : Steve Austin
  - Richard Anderson : Oscar Goldman
  - Steve Forrest : Quail
  - Kevin Tighe : Root
  - Arlene Martel : Violette
- Résumé : Steve Austin est envoyé en mission afin de contrecarrer les plans d’un groupe terroriste de tuer au moyen d’un rayon laser les chefs d’états et représentants du Tiers-Monde pendant une conférence au sommet à Paris le 4 juillet. Il devra s'infiltrer dans leur base et les arrêter avant qu'ils ne mettent leur plan à exécution. Cela implique d'être envoyé sur l'île-refuge du méchant à l'intérieur d'une torpille, escalader un précipice dangereux, sauter une clôture électrifiée de 6 mètres de haut et pénétrer dans un complexe sécurisé. Et puis, bien sûr, il y a tous les sbires du méchant à vaincre sans parler de sa complice à la beauté sournoise qui n'est peut-être pas tout à fait ce qu'elle prétend être...
- Commentaires :
  - Arlene Martel qui joue le rôle de la complice de Quail est surtout connue pour avoir incarné T'Pring, la fiancée de Spock dans la série Star Trek (série télévisée).
  - Lorsque Steve lance le grappin pour escalader la falaise, il utilise une corde bleue attachée au crochet avec un nœud serré, mais le plan suivant du crochet naviguant dans les airs est un plan réutilisé de la session d'entraînement, avec une corde marron et un nœud lâche ; puis retour de la corde bleue et du nœud serré pour le plan du crochet s'accrochant aux rochers de la falaise. De même, lors de l'entraînement, certains plans de coupe montrent la corde bleue au lieu de la marron.
  - Au début de l'épisode, lorsque Steve gravit la falaise sur l'île, on voit à plusieurs moments des morceaux de rochers tomber vers le haut (16 min 42 s et 16 min 45 s), indiquant clairement que la séquence a été filmée à l'envers.

### Le Mal de l'espace
- Titre original : Burning Bright.
- Épisode n°1-11. Première diffusion aux États-Unis : 12 avril 1974.
- Durée : 50 minutes
- Réalisateur : Jerry London
- Scénariste : Del Reisman
- Producteurs : Sam Strangis et Donald R. Boyle
- Producteur exécutif : Harve Bennett
- Musique :
- Distribution :
  - Lee Majors : Steve Austin
  - Richard Anderson : Oscar Goldman
  - William Shatner : Josh Lang
  - Warren Kemmerling : Ted Haldane
  - Quinn Redeker : Calvin Billings
  - Rodolfo Hoyos : Ernesto Arruza
  - Anne Schedeen : Tina Larson
- Résumé : L’astronaute et ami de Steve Austin, Josh Lang, revient sur Terre avec des pouvoirs psychiques et télépathiques en raison de son exposition à un champ électrique cosmique au cours d’une sortie dans l’espace. Il peut voir un certain Andy, invisible pour les autres. Au fur et à mesure que ses pouvoirs augmentent sa santé se détériore, mettant sa vie en danger. Steve va tout faire pour essayer de l’aider.
- Commentaires :
  - C'est le premier épisode où Steve est doublé en VF lors du générique. Par contre, les paroles d'Oscar sont tronquées.
  - Les images au début de cet épisode sont celles de la sortie dans l'espace d'Ed White lors de la mission Gemini 4 en 1965. Il a été le premier Américain à marcher dans l'espace et a ensuite été tué dans l'incendie d'Apollo 1.
  - La scène où Steve saute à la perche a été reprise de l'épisode 10 Mission torpille

### La Vérité
- Titre original : The Coward (« Le Lâche »).
- Épisode no 1-12. Première diffusion aux États-Unis : 19 avril 1974.
- Durée : 50 minutes
- Réalisateur : Reza Radiyi
- Scénariste : Elroy Scwartz
- Producteurs : Sam Strangis et Donald R. Boyle
- Producteur exécutif : Harve Bennett
- Musique :
- Distribution :
  - Lee Majors : Steve Austin
  - Richard Anderson : Oscar Goldman
  - George Takei : Chin-Ling
  - George Montgomery : Christopher Bell / Garth
  - Ron Soble : Queng-Dri
  - France Nuyen : Marnu
  - Martha Scott : Helen Elgin, la mère de Steve Austin
- Résumé : Un tremblement de terre dans l’Himalaya met au jour un avion abattu par les japonais en 1945 et transportant des papiers ultra-secrets. Oscar Goldman veut que Steve récupère ces documents afin de préserver la paix fragile entre la Chine et la Russie. Il annonce également à Steve que son père biologique était le pilote de cet avion et qu’il aurait abandonné l’équipage dès le début des combats. Steve se rend dans l’Himalaya afin de trouver l’avion et découvrir la vérité sur son père.
- Commentaires :
  - Steve et son guide sautent de l'avion seuls, avec leur équipement sur le troisième parachute. Lorsque les cavaliers les observent depuis le sol (14 min 42 s), on voit pourtant clairement trois hommes sous les trois parachutes.
  - Lors de l'ascension de la montagne, Steve porte ses lunettes de protection autour du cou (30 min 44 s). Après que Garth a glissé le long de la paroi, il les a subitement sur les yeux (30 min 49 s).
  - On entend le gimmick sonore des membres bioniques lorsque Steve renverse quatre cavaliers d'un coup à l'aide d'un tronc d'arbre (42 min 53 s)

### Vacances forcées
- Titre original : Run, Steve, Run.
- Épisode no 1-13. Première diffusion aux États-Unis : 26 avril 1974.
- Durée : 50 minutes
- Réalisateur : Jerry Jameson
- Scénariste : Lionel E. Siegel
- Producteurs : Sam Strangis et Donald R. Boyle
- Producteur exécutif : Harve Bennett
- Musique :
- Distribution :
  - Lee Majors : Steve Austin
  - Richard Anderson : Oscar Goldman
  - Henry Jones: Docteur Dolenz
  - Noah Beery : Tom Molson
  - Melissa Greene: Suzie Lund
  - George Murdock : Rossi
  - Mike Henry : Cliff Platt
- Résumé : Un gang, aidé par le docteur Dolenz (voir épisode 4), envisage de créer une armée de robots bioniques pour s'attaquer à la réserve fédérale de Fort Knox. Ils kidnappent Steve afin de savoir comment ses membres bioniques fonctionnent.
- Commentaires :
  - Dans la séquence pré-générique les termes anglais elevator et scientist sont traduits improprement en « élévateur » et « scientiste » au lieu de « ascenseur » et « scientifique ».
  - Lorsque Steve cherche à savoir qui lui en veut, il se souvient du Docteur Bacon (épisode 1, Population Zéro). À la question de ce dernier sur le prix de l'opération, Steve répond "6 Millions". Ceci est dû au fait que le titre original de la série est traduit par "L'Homme de 6 Millions" au Québec. Cela ne colle pas avec le titre de la version francophone française ni avec celui de l'épisode 1.
  - Pendant la poursuite finale, il y a deux hommes à l'arrière du pick-up dont l'un avec une blouson rouge et un fusil, assis à gauche à l'arrière. Brièvement, pendant un plan de loin sur le pick-up (44 min 42 s), Blouson Rouge se retrouve sans son fusil, assis à droite. Il récupère sa place, mais pas son arme au moment où Steve saute sur le pick-up.